# 福徳岡ノ場

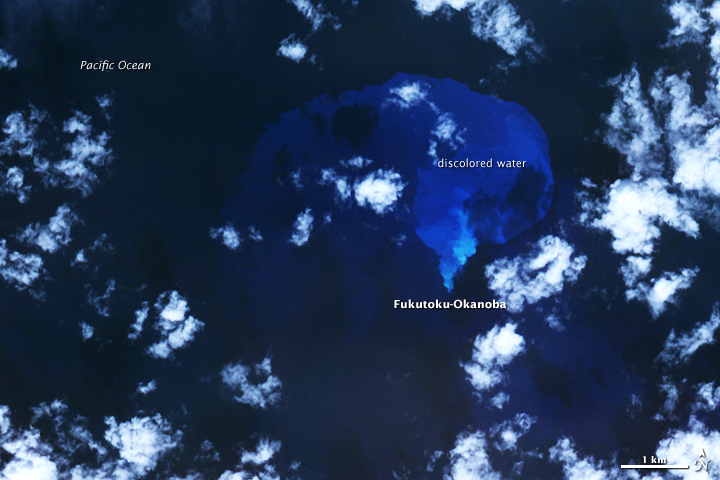
NASAの人工衛星から観測された福徳岡ノ場の変色水（2010年2月）

福徳岡ノ場（ふくとくおかのば）は、北緯24度17分6.0秒 東経141度28分54.0秒 / 北緯24.285000度 東経141.481667度座標: 北緯24度17分6.0秒 東経141度28分54.0秒 / 北緯24.285000度 東経141.481667度（南硫黄島の北約5km）に位置する粗面安山岩質の海底火山であり、北福徳カルデラ内の中央火口丘である。2024年1月時点では周辺海域警戒が発表されている。

## 名称
福徳岡ノ場という名称の正確な由来は不明であるが、福徳丸という漁船が発見したことに由来するとの説が有力である。海底火山は天然の魚礁としての役割を持ち、漁船にとっては漁場としての価値を持つ。明治以降、南方での漁場開拓が進められ、発見された海底地形には漁場としての観点から、発見した船の名をとって「（船名）ノ場」という名称が付けられることが多かった。福徳岡ノ場は比較的水深の浅い場所であることから「岡ノ場」と名づけられたと考えられている。

## 歴史
有史以来たびたび噴火し、時には海面上に新しい島を形成するまでに成長する。気象庁によると、明治以降1986年までに、噴火が少なくとも7回確認され、島が3回生まれたが、いずれも波浪の浸食により海没している。1904年及び1914年に出現した新島は「新硫黄島」と呼ばれた。産業技術総合研究所は、福徳岡ノ場の新島が消滅しやすいのは、溶岩でなく軽石が積もってできているためであるとの見解を示している。
2010年の時点では島はなく最浅水深25mほどのギヨーとなっていた。海上保安庁や海上自衛隊による調査で、2007年、2008年、2010年、2013年にも変色水が観測されている。
2021年8月13日には海底噴火が発生し、新島が形成された。この噴火は、日本国内で戦後最大級の規模と見られる。

### 年表

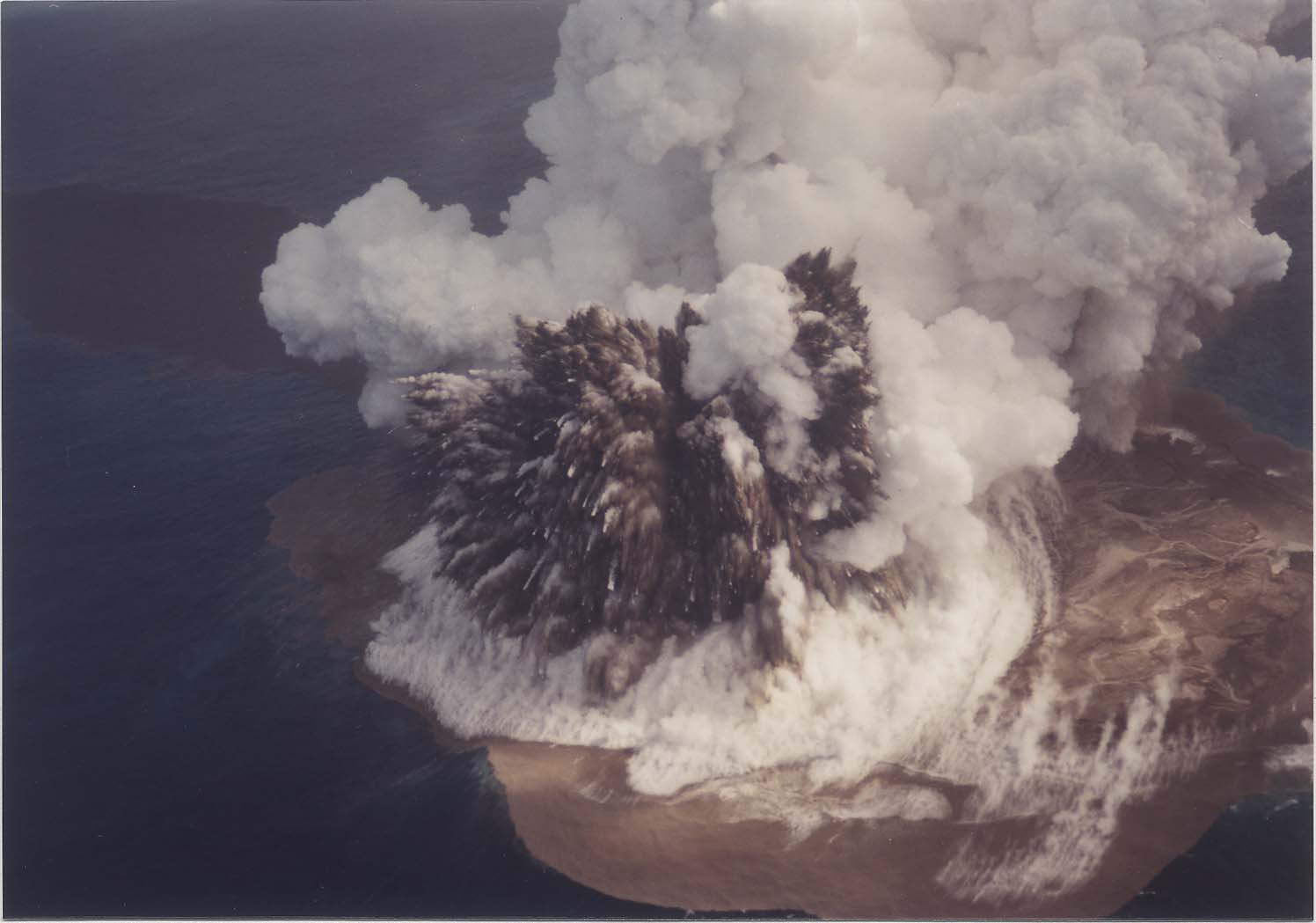
噴煙が上昇、内部から噴石が放出され、コックステール形状を呈している（1986年1月21日、海上保安庁による撮影）。

- 1904年 - 1905年：海底噴火により高さ145 m、周囲約4.5 kmのほぼ円形の島が形成される[5]。1905年6月には高さ3 m弱まで小さくなり、やがて暗礁になる。
- 1914年：1月に海底噴火により高さ300 m、周囲11.8 kmの島が形成される[5]。年末には各所で崩壊が始まる。
- 1916年：島が海没する。
- 1986年：1月に海底噴火によって三日月型の島が形成されたが、3月末までの短期間で島は海没する[5]。
- 2005年：7月2日の海底噴火により、高さ1,000 m、直径50 - 100 mの巨大な水蒸気柱ができる。
- 2007年：12月1日、気象庁が噴火警報の発表を開始。以後「周辺海域警戒」を継続。
- 2008年：2月頃より数ヶ月にわたり変色水を確認[7]。
- 2010年：2月3日の海底噴火により、周囲で噴煙や変色水等が観測される[8][13]。
- 2013年：9月27日、海上自衛隊の観測で、半径450 mの範囲に海水面の緑色の変色と海面への白い泡の噴出を確認[9]。
- 2020年：2月4日、海上保安庁の観測で、黄緑色の変色水を確認。
- 2021年：8月13日、海底噴火による噴煙を観測[10][14]。高さは約17,000 m。火山雷も観測された。火山灰はバシー海峡を越えて南シナ海東北部に到達した[15]。8月15日に海上保安庁の観測で、直径1 km程の新島が確認された[11]。当初は馬蹄型であったが、8月17日には新島は東西2つに分かれた状態となり、10月20日には東側の新島の消滅したことが確認された[12]。10月以降、この噴火で噴出したと見られる大量の軽石が、1000km以上離れた大東諸島、沖縄諸島、奄美諸島をはじめ各地の海岸に漂着した[12][16][17]。沖縄への大量の軽石の漂着は、1924年10月31日に起きた西表島付近の海底火山の噴火によるもの以来、100年ぶりとされる[18][19]。
- 2022年：1月6日、朝日新聞社機が上空を飛行し、前年にできた新島が海没していることを確認[20]。火山爆発指数：VEI4。

## ギャラリー

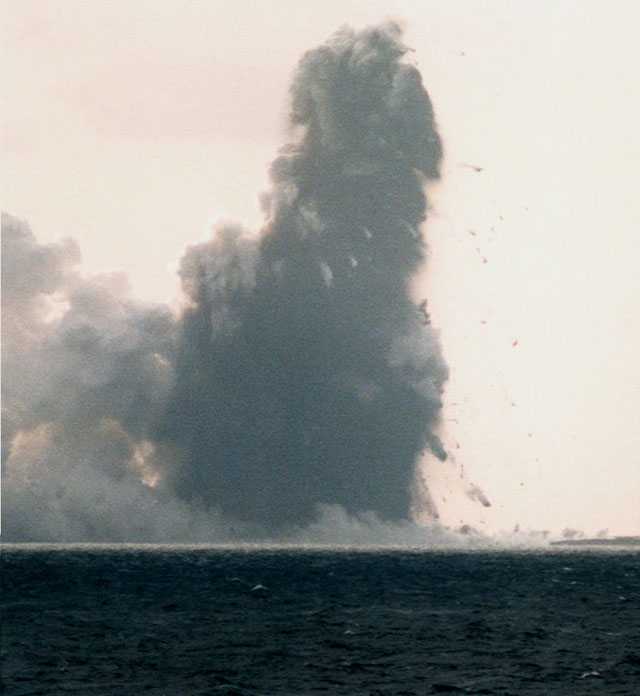
1986年の福徳岡ノ場の噴火状況。海上保安庁により1986年1月20日に撮影[6]。
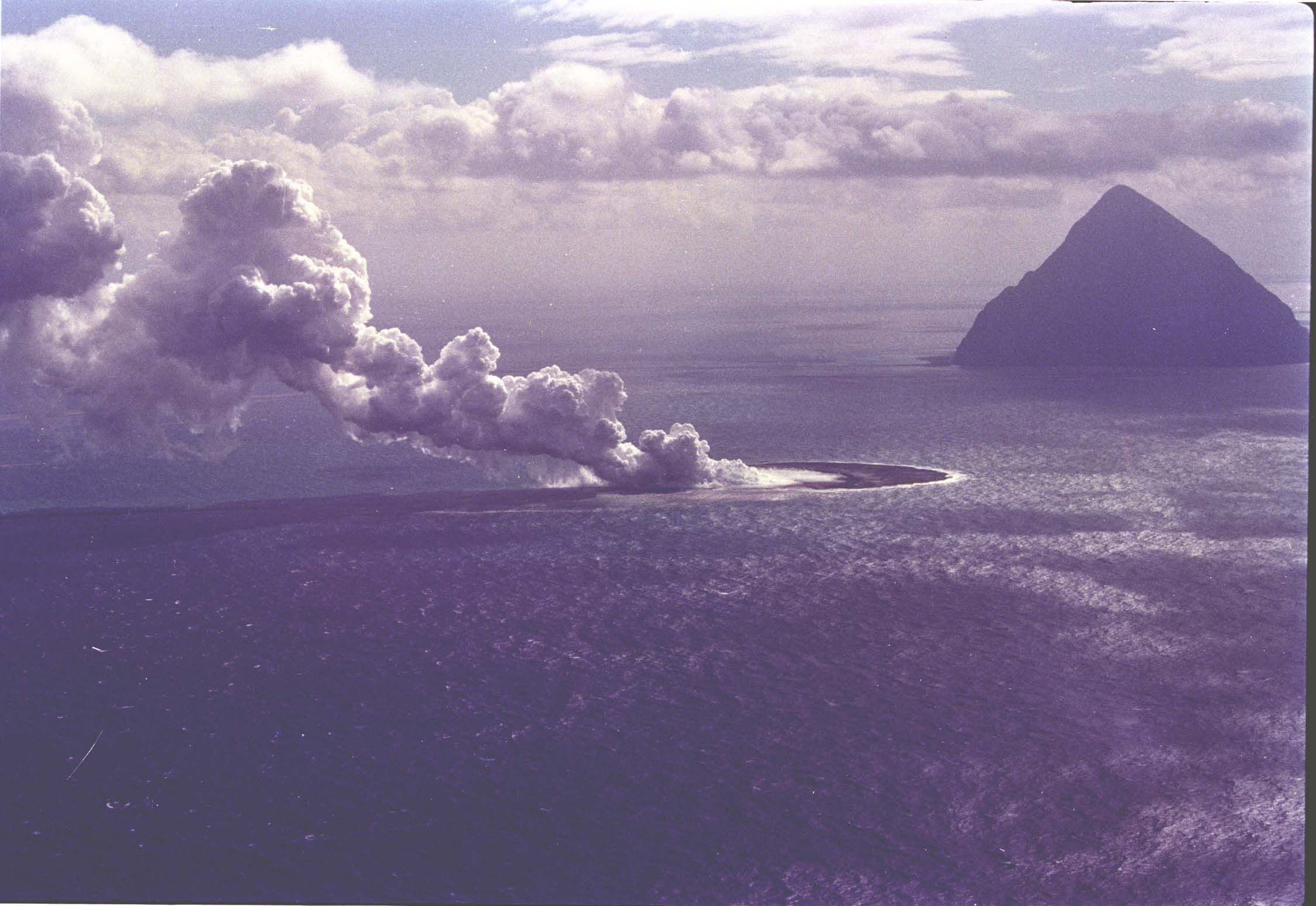
1986年の噴火活動中の福徳岡ノ場と南硫黄島。海上保安庁により1986年1月20日に撮影[6]。
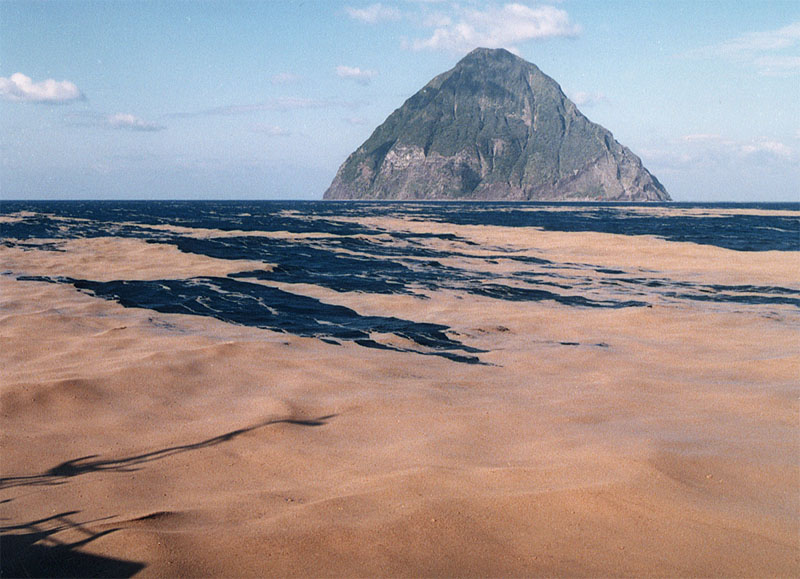
1986年の噴火によって浮き上がった軽石が海面を埋め尽くしている。遠方の島は南硫黄島。海上保安庁により1986年1月20日に撮影[6]。
ひまわり8号による2021年8月12日～8月13日の福徳・尾花沢噴火の衛星画像
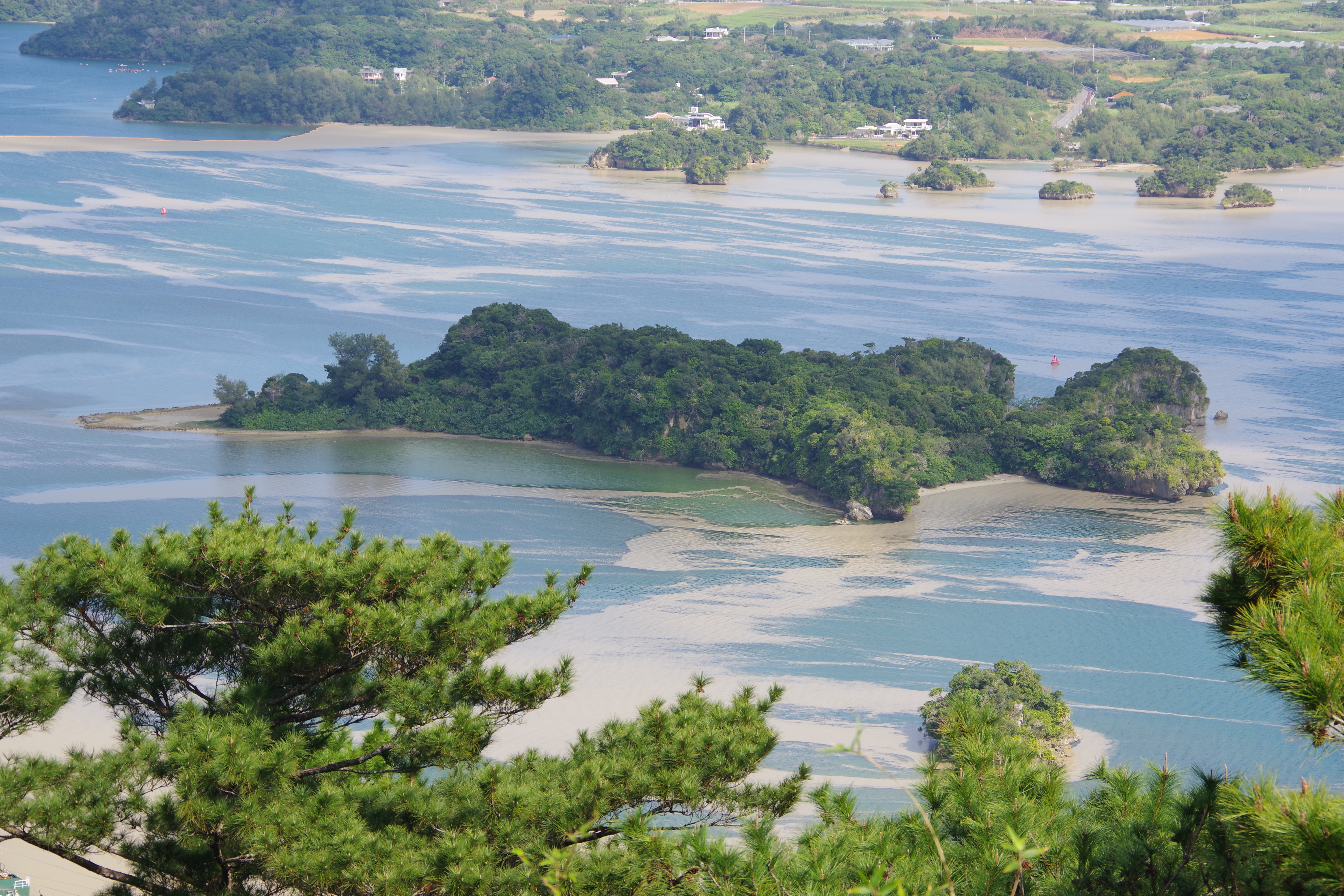
2021年の噴火で生じた軽石に覆われた羽地内海。
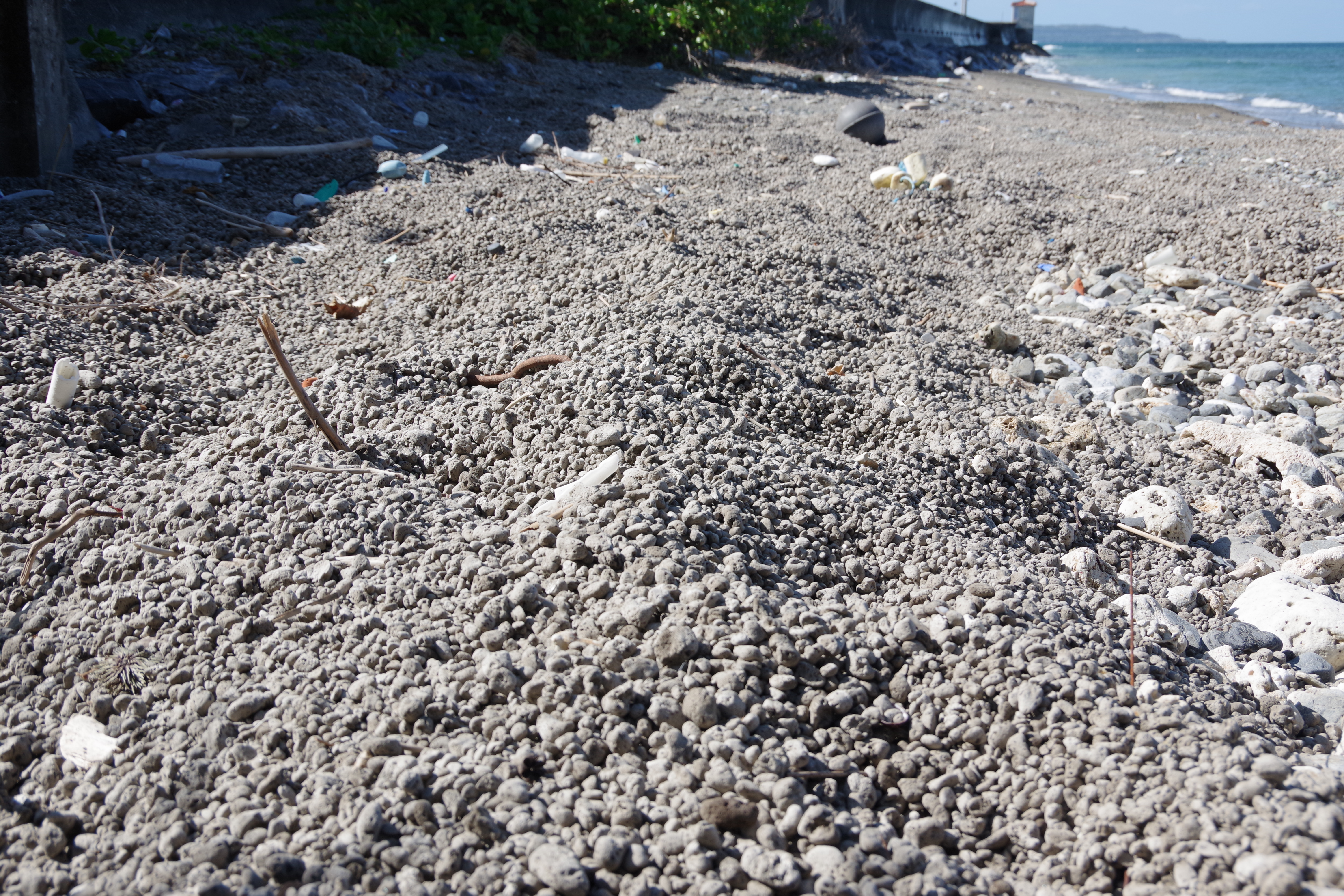
2021年の噴火後、国頭村の海岸に打ち上げられた軽石。